# Лайза Келлі Феррейра
Лайза Келлі Феррейра Фігуейредо (порт. Laiza Kelly Figueiredo Ferreira; 18 лютого 1996, Белу-Оризонті, Бразилія) — бразильська волейболістка, діагональний нападник.

## Із біографії
Вихованка команди «Олімпіко». На початку своєї професійної кар'єри захищала кольори клубу «Брадеско». З командою «Мінас» у сезоні 2017/2018 стала чемпіонкою Південної Америки, бронзовою призеркою чемпіонату і кубку Бразилії. 2019 року разом з Ракель Лофф да Сілвою і болгаркою Десіславою Ніколовою стала першими іноземними гравцями новоствореного українського клубу «Прометей». Команда з Кам'янського стала третьою у розіграші національного кубка, а чемпіонат України не був завершений через коронавірусні обмеження.
У складі збірної Бразилії до 18 років здобула бронзову медаль чемпіонату світу 2013, срібло — чемпіонату Південної Америки 2012 і золото — Панамериканського кубка 2013. З командою до 20 років ставала віцечемпіонкою світу 2015 і чемпіонкою Південної Америки 2014.
У складі національної збірної виступала на Панамериканському кубку 2015 року, де її команда посіла сьоме місце.

## Клуби
| Роки      | Команди                       |
| --------- | ----------------------------- |
| 2013—2017 | «Брадеско»                    |
| 2017—2018 | «Мінас» (Белу-Орізонті)       |
| 2018—2019 | «Балнеаріо Камборіу» (Ітажаї) |
| 2019—2020 | «Прометей» (Кам'янське)       |
| 2020—2021 | «Турда»                       |
| 2020—2021 | «Істр Прованс»                |
| 2021—2023 | «Унілайф» (Марінга)           |
| 2023—     | «Бразіліа»                    |